# Myodocarpus angustialatus
Myodocarpus angustialatus är en tvåhjärtbladig växtart som beskrevs av Porter Prescott Lowry. Myodocarpus angustialatus ingår i släktet Myodocarpus och familjen Myodocarpaceae. Inga underarter finns listade.